# Краиб, Кристофер
Кристофер Хаммерфосс Краиб (фар. Christopher Hammerfoss Craib; род. 7 сентября 1990 в Квальбе, Фарерские острова) — фарерский футболист, нападающий клуба «Ройн».

## Клубная карьера
Кристофер является воспитанником клуба «ТБ» из Твёройри. Он привлекался к тренировкам и матчам первой команды «чёрно-белых» с шестнадцатилетнего возраста. Кристофер дебютировал за свой родной клуб 11 марта 2007 года в матче кубка Фарерских островов против «Б68». В своём дебютном сезоне он также провёл шесть встреч в рамках первого дивизиона. Свой следующий матч за «ТБ» Кристофер провёл только в 2011 году, а до этого нерегулярно выступал за вторую команду. В 2012 году его арендовал «Ройн», за который Кристофер отыграл три матча. Вернувшись в «ТБ», он дебютировал в фарерской премьер лиге: 21 июля 2013 года нападающий вышел на поле в стартовом составе в поединке с «ИФ», однако был заменён уже на 15-й минуте. 
В 2014 году Кристофер перебрался в «Ройн» на постоянной основе. В 2016 году он провёл самый продуктивный сезон в карьере, отличившись семь раз в двенадцати матчах. В 2017-2018 годах все сувуройские коллективы выступали как единый клуб «ТБ/ФКС/Ройн». В отличие от более мастеровитых игроков «ТБ» и «Сувуроя», футболисты более слабого «Ройна» за первую команду единого сувуройского клуба не выступали, ограничиваясь редкими появлениями во второй и третьей. Не стал исключением и Кристофер: за полтора сезона он сыграл всего в девяти матчах за сувуройские фарм-клубы. Вторую половину сезона-2018 Кристофер провёл в дубле «АБ», отыграв шесть встреч. В 2019 году единая сувуройская команда распалась, и Кристофер вернулся в «Ройн».

## Личная жизнь
Младший брат Кристофера, Тоуральвур — тоже футболист. Братья вместе выступают за «Ройн».

## Достижения
- Победитель третьего дивизиона Фарерских островов (1): 2014